# Phyllobates terribilis
Phyllobate terrible, Kokoï de Colombie
Vous lisez un « article de qualité » labellisé en 2012.
Pour les articles homonymes, voir Kokoï.
Espèce
Statut de conservation UICN

 EN B1ab(iii) : En danger
Statut CITES
Phyllobates terribilis est une espèce d'amphibiens de la famille des Dendrobatidae, endémique de la côte pacifique de la Colombie. Cet anoure est assez semblable à certaines autres espèces du même genre, en particulier à Phyllobates bicolor. En français, elle est appelée Kokoï de Colombie ou Phyllobate terrible.
Phyllobates terribilis est l'une des plus grandes espèces de Dendrobatidae, atteignant 47 mm de moyenne pour les femelles. Elle se rencontre dans les forêts tropicales humides du département de Cauca, à une altitude comprise entre 100 et 200 m, où la température est d'au moins 25 °C et l'humidité relative élevée. À l'état sauvage, Phyllobates terribilis est un animal sociable, vivant en groupes comprenant jusqu'à six individus ; cependant, cette grenouille peut former des groupes plus importants en captivité.
Les spécimens sauvages sont mortellement toxiques, car ils stockent dans les glandes de leur peau de la batrachotoxine. Ainsi, un contact direct avec une grenouille sauvage peut suffire, pour un humain, à causer une sensation de brûlure qui dure plusieurs heures. Son aire de répartition ne cesse d'être en recul, notamment en raison de l'impact des activités de l'Homme sur son habitat naturel et l'Union internationale pour la conservation de la nature la considère comme « espèce en danger ».

## Description

### Aspects physiques

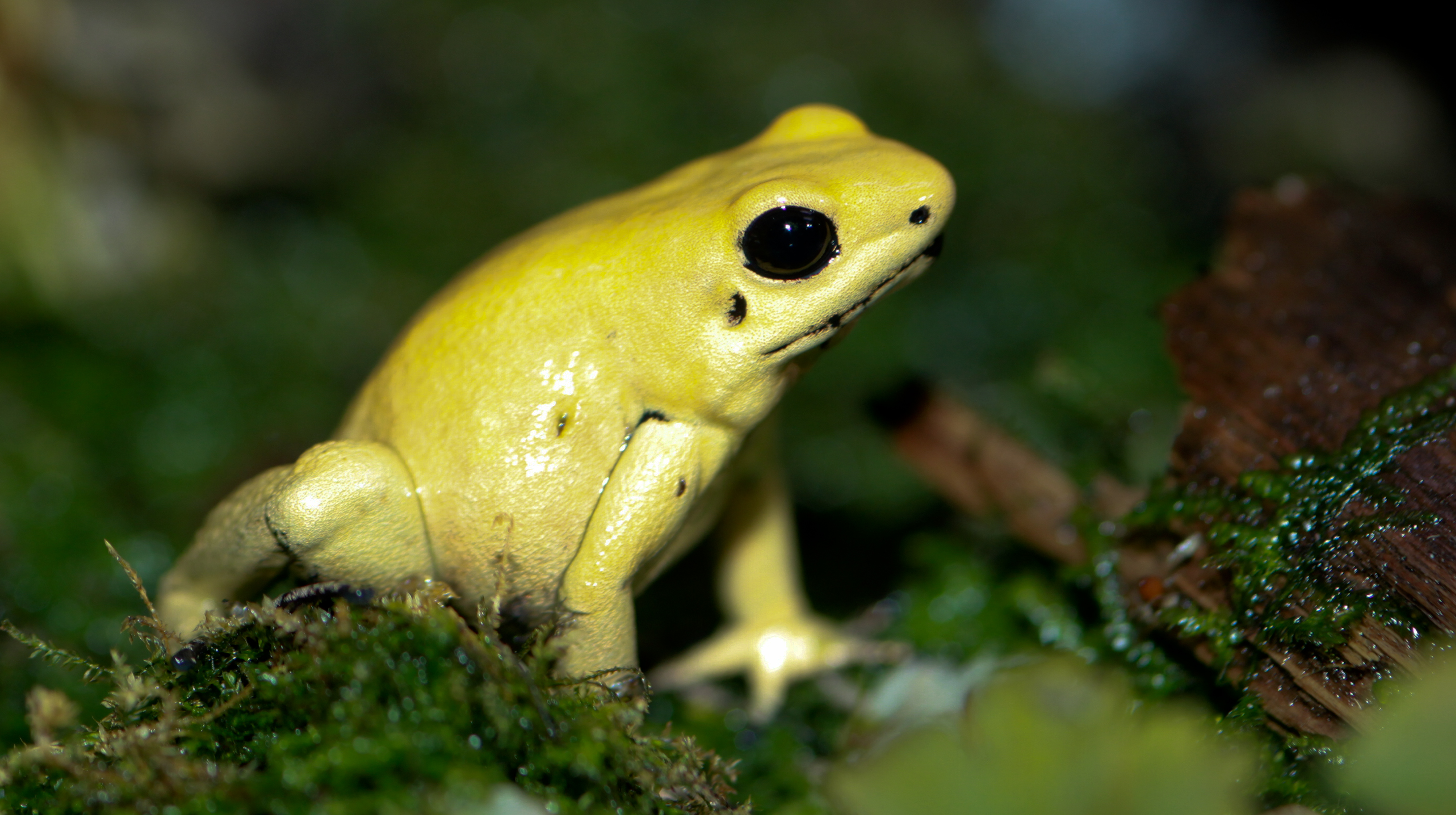
Phyllobates terribilis avec la peau jaune doré.

Phyllobates terribilis est considérée comme l'une des plus grandes espèces de la famille des Dendrobatidae. Il y a peu de dimorphisme sexuel entre les mâles et les femelles, sauf une légère différence de taille, les femelles étant un peu plus grandes en moyenne. Pour les spécimens adultes, les mâles, dont la longueur moyenne du museau au cloaque est de 45 mm, sont en effet généralement un peu plus petits que les femelles, qui mesurent en moyenne 47 mm.
Comme tous les Dendrobatidae, le corps et les membres du Phyllobates terribilis adulte sont de couleur vive mais n'ont pas les taches sombres présentes sur de nombreuses autres espèces de cette famille. La coloration de cette grenouille est dite aposématique car il s'agit d'une pigmentation de couleur vive alertant ses prédateurs potentiels de sa haute toxicité. Ainsi, la coloration uniforme de leur peau peut être jaune d'or, orange doré ou vert pâle métallique. Le canthus rostralis est arrondi tandis que la partie loréale est verticale et légèrement concave. L'iris des yeux, dont la pupille est horizontale, les narines, le bout des doigts, le bord inférieur des membranes tympaniques et les bordures de la bouche sont noirs. Il en est de même pour les plis de la peau au niveau des aisselles et de l'aine. Phyllobates terribilis a quatre doigts sur les membres antérieurs, le troisième étant le plus grand lorsqu'ils sont mesurés à plat ; suivent ensuite le quatrième, puis le premier et le deuxième qui sont de taille équivalente. Cinq doigts terminent les membres postérieurs, le quatrième étant le plus long. Suivent, du plus grand au plus petit, le troisième, le cinquième, le deuxième puis le premier doigt. De petits disques-ventouses sont présents au bout des doigts qui lui permettent de grimper aux plantes. Les dents sont présentes sur l'arc maxillaire de la bouche de Phyllobates terribilis. Les jeunes grenouilles de cette espèce sont noires avec des rayures dorées sur la face dorsale,.
Les diverses colorations possibles de la peau de Phyllobates terribilis semblent dépendre des variations micro-géographiques. Ainsi, dans la localité de Quebrada Guangui, la plupart des spécimens trouvés sont jaune d'or ou orange doré, les autres étant de couleur vert pâle ou orange intense. Dans une autre localité située à 15 km appelée La Brea, les grenouilles sont plutôt vert pâle métallique. Leur ventre et la partie intérieure de leurs cuisses peuvent parfois tendre vers le bleu-vert. Cependant, quelle que soit la localité où se situent les Phyllobates terribilis, elles ont la même morphologie, aucune différence significative au niveau de la toxicité de la peau n'ayant, par ailleurs, été détectée. Les mâles adultes possèdent un sac vocal peu profond dont la présence est signalée par de petits sillons jugulaires épidermiques dans une zone grisâtre à la base de la gorge. Ils ont également des fentes vocales appairées sur le plancher buccal,.
Phyllobates terribilis ressemble beaucoup à Phyllobates bicolor, espèce également endémique de Colombie mais qui se rencontre seulement de 400 à 1 500 m d'altitude dans les départements de Chocó et de Valle del Cauca. Cette dernière se distingue de Phyllobates terribilis par sa plus petite taille ainsi que par la coloration différente de son ventre et de ses extrémités par rapport à sa face dorsale.
| Phyllobates terribilis                  | Phyllobates bicolor                  |
| --------------------------------------- | ------------------------------------ |
| Vue complète de Phyllobates terribilis. | Vue complète de Phyllobates bicolor. |

### Toxicité

Structure de la batrachotoxine.

Chez les batraciens, les batrachotoxines ont été seulement détectées sur les grenouilles du genre Phyllobates, ces substances étant parmi les plus toxiques au monde. Phyllobates terribilis est considérée comme la grenouille la plus toxique au monde,. Sécrétés par la peau, ces alcaloïdes stéroïdiens sont stockés dans les glandes de la peau de la grenouille, plus nombreuses au niveau du dos. La batrachotoxine agit en se fixant sur des canaux sodiques qui restent ouverts et empêche les nerfs de transmettre les impulsions électriques, laissant les muscles dans un état de relâchement et pouvant ainsi entraîner une insuffisance cardiaque ou une fibrillation,. Par ailleurs, des sécrétions de la peau de cet amphibien ayant été transférées accidentellement des mains au visage causent une sensation de brûlure prononcée qui dure plusieurs heures. Chez les grenouilles de la famille des Dendrobatidae, ce poison est un mécanisme d'autodéfense et ne sert donc pas à tuer leurs proies. La noranabasamine, alcaloïde de pyridine, ne se rencontre que chez Phyllobates aurotaenia, Phyllobates bicolor et Phyllobates terribilis.
La peau de Phyllobates terribilis, qui affiche des couleurs vives dites aposématiques, recèle entre 700 et 1 900 µg de toxine, ce qui est suffisant pour tuer plus de 10 000 souris ou environ 10 à 20 humains. Ainsi, moins de 200 µg injectés dans le système sanguin d'un être humain peut s'avérer fatal. Les sécrétions de la peau de cette grenouille sont également irritantes pour la peau poreuse, et toxiques si elles sont ingérées.
|                        | Batrachotoxine (µg) | Homobatrachotoxine (µg) | Batrachotoxinine A (µg) |
| Phyllobates terribilis | 500                 | 300                     | 200                     |
| Phyllobates bicolor    | 20                  | 10                      | 50                      |
| Phyllobates aurotaenia | 20                  | 10                      | 50                      |
| Phyllobates vittatus   | 0,2                 | 0,2                     | 2                       |
| Phyllobates lugubris   | 0,2                 | 0,1                     | 0,5                     |

Contrairement à certaines grenouilles australiennes du genre Pseudophryne de la famille des Myobatrachidae qui peuvent biosynthétiser leur propre alcaloïde (la pseudophrynamine), la forte toxicité de Phyllobates terribilis semble être due à la consommation d'arthropodes, en particulier d'insectes. Certains scientifiques supposent que l'insecte responsable du processus de synthèse qui rend la grenouille toxique est un petit coléoptère du genre Choresine de la famille cosmopolite des Melyridae ; ces insectes recèlent en effet cette toxine à faible dose,. Ce poison extrêmement létal est très rare dans le règne animal. La batrachotoxine, qui est stockée dans les glandes de la peau des grenouilles du genre Phyllobates à des degrés divers (Phyllobates lugubris et Phyllobates vittatus en produisant bien moins que les autres), a également été retrouvée dans les plumes et la peau de cinq oiseaux toxiques de la Papouasie-Nouvelle-Guinée (le Pitohui bicolore, le Pitohui variable, le Pitohui huppé, le Pitohui noir et l'Ifrita de Kowald). Chez les espèces de grenouilles du genre Dendrobates, qui dépendent de la sous-famille des Dendrobatinae comme Phyllobates terribilis, on retrouve également d'autres toxines telles que l'histrionicotoxine et la pumiliotoxine.
Les têtards de Phyllobates terribilis ne contiennent pas de batrachotoxine ; en revanche, il a été trouvé chez de jeunes grenouilles de 27 mm de longueur museau-cloaque jusqu'à 200 µg de toxine, ce qui signifie que la batrachotoxine est synthétisée ou stockée après leur métamorphose. Les spécimens sauvages mis en captivité depuis un an perdent 50 % de leur toxicité et 60 % sur une période de trois ans. En revanche, les grenouilles nées et élevées en captivité ne contiennent pas de toxines dans leur peau mais peuvent cependant en accumuler si elles font partie de leur alimentation.
Les scientifiques savaient depuis les années 1980 que les muscles et les nerfs de Phyllobates terribilis étaient insensibles à la batrachotoxine. Néanmoins, ce n'est qu'en 2017 qu'une équipe de chercheurs américains de l'université d'État de New York découvre que ce serait grâce à une seule mutation génétique que la grenouille peut produire cette toxine sans s'empoisonner elle-même,. Ainsi, après avoir testé cinq substitutions d'acides aminés naturels trouvées dans le muscle de Phyllobates terribilis, les chercheurs ont observé que la batrachotoxine n'a pas d'effet, ne se fixant plus sur le canal, lorsque le 1 584e acide aminé du canal sodique est la thréonine à la place de l'asparagine,. Cette variation précise, naturellement présente chez Phyllobates terribilis, serait due à la mutation d'un seul nucléotide,.

## Écologie et comportement
Phyllobates terribilis est une grenouille diurne qui vit exclusivement sur la terre ferme, bien que certaines aient été retrouvées perchées à quelques centimètres du sol sur des racines d'arbres. Lorsqu'elles sont dérangées, elles sautent en général un peu plus loin, plutôt que d'essayer de se cacher. Leur chant est décrit comme un « long trille mélodieux », l'aspect « trillé » de leur chant étant dû à une succession rapide de notes distinctes émises à un rythme de 13 notes par seconde, avec une fréquence dominante de 1,8 kHz inférieure à celle de Phyllobates aurotaenia, Phyllobates bicolor, Phyllobates lugubris et Phyllobates vittatus,.

### Reproduction

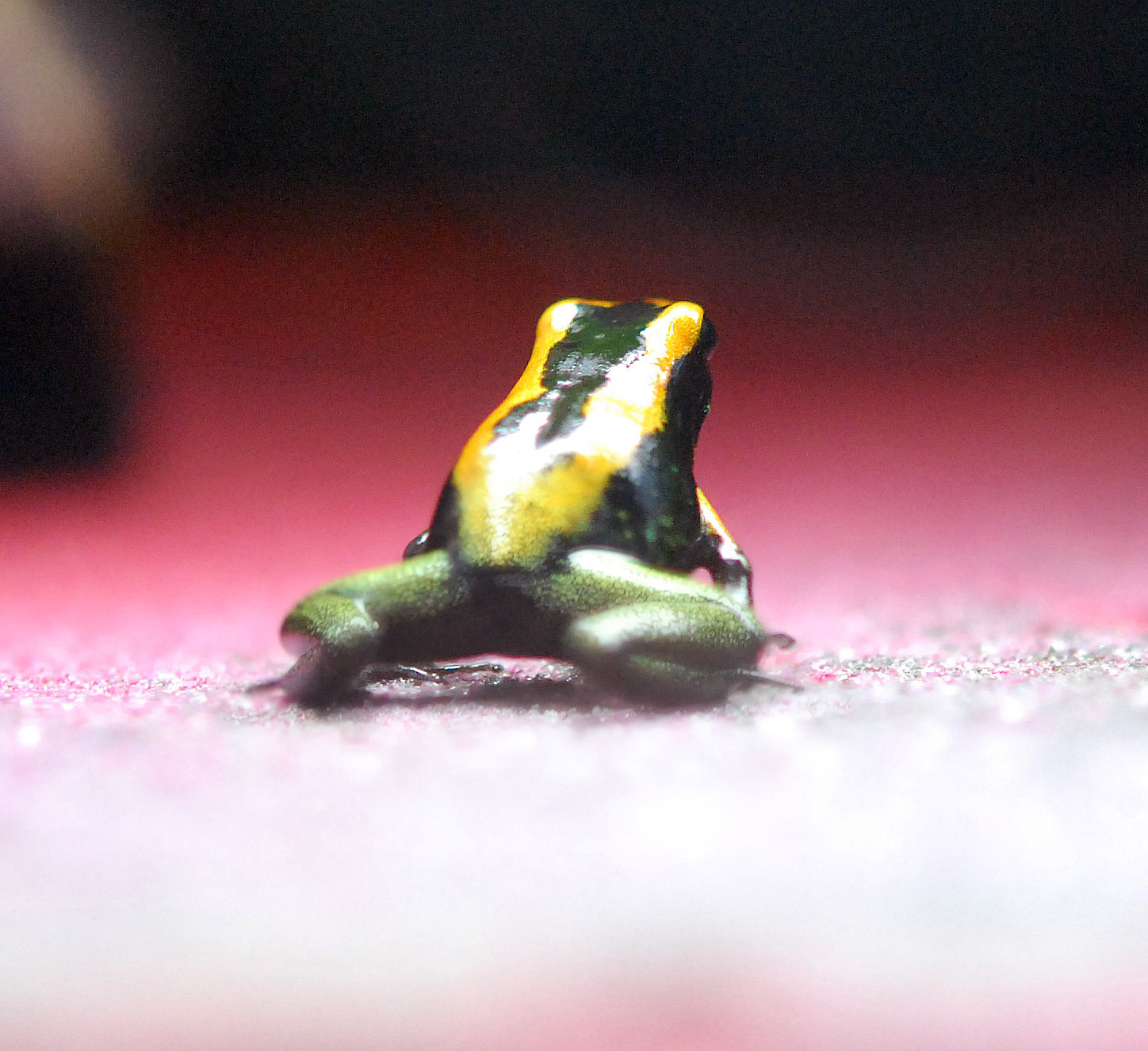
Jeune Phyllobates terribilis, reconnaissable à sa couleur noire et à ses rayures dorées.

Lors de la parade nuptiale, le mâle attire la femelle avec des trilles fort bruyants. Lorsqu'il parvient à attirer la femelle, il la conduit vers un site de ponte approprié qui doit être couvert, propre, lisse et humide tel qu'une feuille ou une pierre. Le potentiel de reproduction, avec 20 œufs par ponte, est plus faible pour la femelle Phyllobates terribilis que chez d'autres anoures, bien qu'elle puisse se reproduire tous les mois. Après que la femelle a pondu les œufs, ceux-ci sont fertilisés par le mâle. Si on exclut la substance gélatineuse qui les entoure, ils mesurent entre 2,4 et 2,6 mm de diamètre. Ils éclosent vers le treizième jour environ et le mâle récupère alors les larves sur son dos. Les têtards sont généralement portés une journée par le mâle, puis sont déposés dans un petit point d'eau afin de pouvoir nager et se développer.
Les têtards, qui sortent de l'eau 55 jours environ après l'éclosion, changent d'apparence tout au long de leur développement. À la naissance, leur corps mesure en moyenne 4,1 mm et leur longueur totale (queue comprise) est de 11,1 mm. Par la suite, ils atteignent une longueur totale de 35,4 mm pour une taille moyenne de corps de 12,6 mm. Leur corps, d'abord gris-noirâtre avec des bandes de couleur bronze pâle sur le dos, devient peu à peu noir avec des bandes dorsales de plus en plus jaune brillant, ses membres antérieurs grandissant dans le même temps. Puis, la couleur noire de la peau disparaît progressivement, laissant place à une couleur uniforme : jaune, orange, vert métallique voire blanc. Le ventre met encore plusieurs semaines avant d'atteindre la même couleur brillante que le reste du corps. Lorsque les jeunes Phyllobates terribilis sont encore noires avec des bandes dorsales jaunes, elles ressemblent quelque peu à Phyllobates aurotaenia adulte mais s'en distinguent par l'absence de couleur bleue ou verte sur le ventre.
Les jeunes grenouilles se nourrissent de petits insectes tels que les drosophiles. Les mâles arrivent à leur maturité sexuelle quand ils atteignent les 37 mm alors que pour les femelles, cette taille est de 40 à 41 mm.

### Alimentation et prédateurs

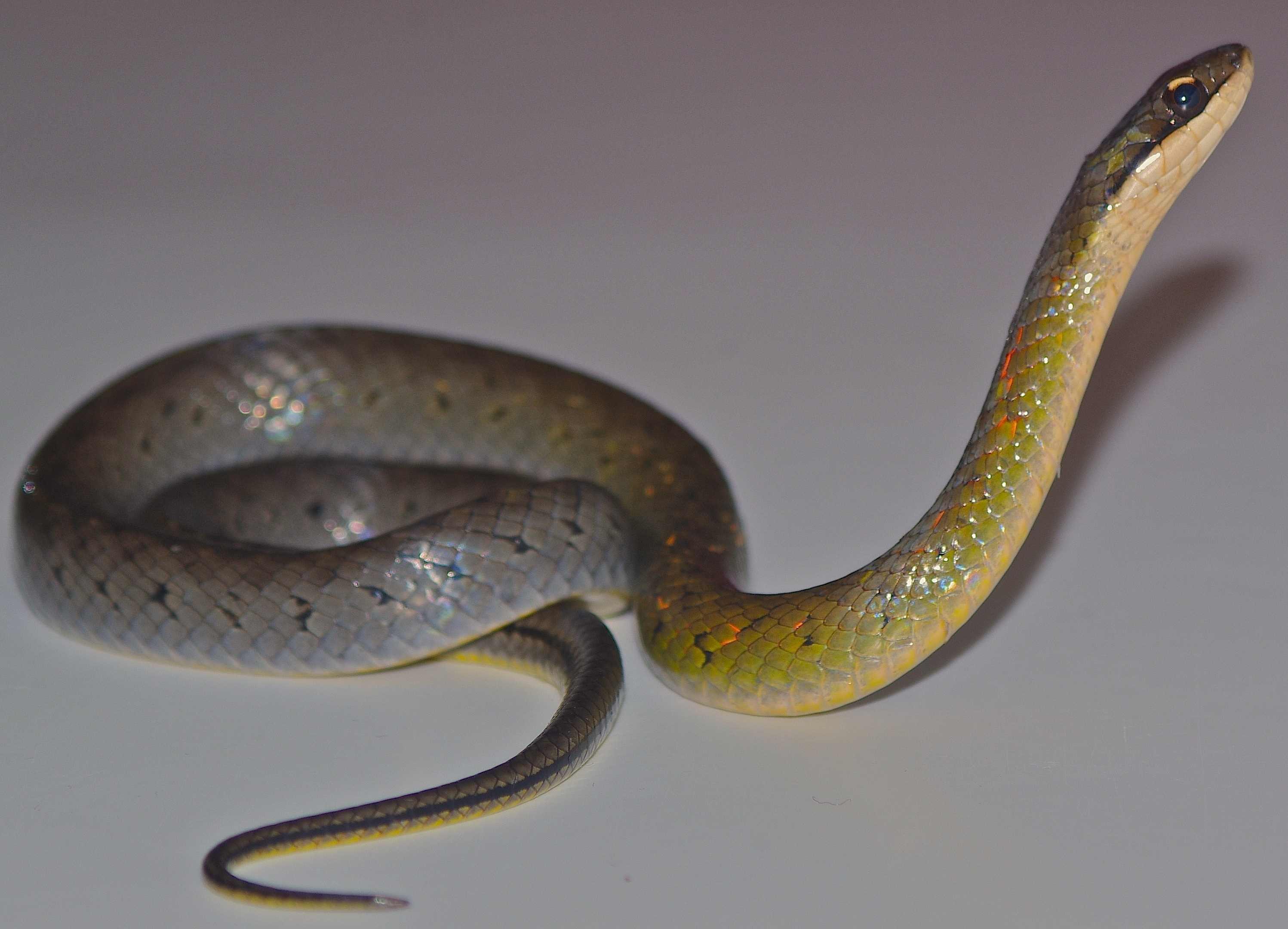
Erythrolamprus epinephelus, seul prédateur connu de Phyllobates terribilis.

À l'état sauvage, Phyllobates terribilis se nourrit principalement de fourmis du genre Brachymyrmex et Paratrechina ainsi que de nombreux autres petits invertébrés et insectes, tels que les termites et les scarabées, qui se trouvent à même le sol de la forêt. Considérée comme la plus vorace des Dendrobatidae, cette grenouille capture ses proies grâce à sa langue gluante. En captivité, la grenouille est nourrie avec des mouches des fruits, des cochenilles, des grillons Gryllidae, diverses larves d'insectes et autres petits invertébrés vivants. Un spécimen adulte peut manger des aliments beaucoup plus grands par rapport à sa taille que la plupart des autres espèces de la famille des Dendrobatidae.
Phyllobates terribilis n'a qu'un seul prédateur naturel actuellement connu, à savoir le serpent arboricole Erythrolamprus epinephelus qui attaque principalement les jeunes grenouilles, sa mâchoire étant trop petite pour avaler celles de taille adulte. En effet, ce serpent tropical est résistant aux toxines produites par les grenouilles des genres Dendrobates, Phyllobates et Atelopus.
L'Humain est la cause de la réduction des effectifs de cet amphibien. Ce dernier est utilisé dans le cadre de la chasse par les Amérindiens Emberá et Noanamá pour empoisonner leurs flèches de sarbacane, mais la principale menace est la destruction de son habitat par l'Homme.

## Distribution et habitat

Distribution géographique de la Phyllobates terribilis en Colombie.

Cette espèce est endémique de Colombie. Elle se rencontre sur la côte du Pacifique de la Colombie dans le département de Cauca, à une altitude comprise entre 100 et 200 m, au niveau du bassin supérieur du río Saija. Elle vit dans les forêts tropicales humides ayant de forts taux de pluie (5 m ou plus), à une température d'au moins 25 °C et une humidité relative variant de 80 à 90 %. La végétation au sol est principalement composée de jeunes arbres de petite taille, de petits palmiers, de plantes herbacées et de fougères. Généralement, Phyllobates terribilis vit sur la terre ferme dans la forêt, aussi bien sur des crêtes que sur des pentes humides, près des petits cours d'eau plutôt que les abords de plus grands cours d'eau qui ont été défrichés pour l'agriculture.
Des spécimens de cet amphibien ont également été découverts dans le département d'Antioquia.

## Découverte et taxinomie

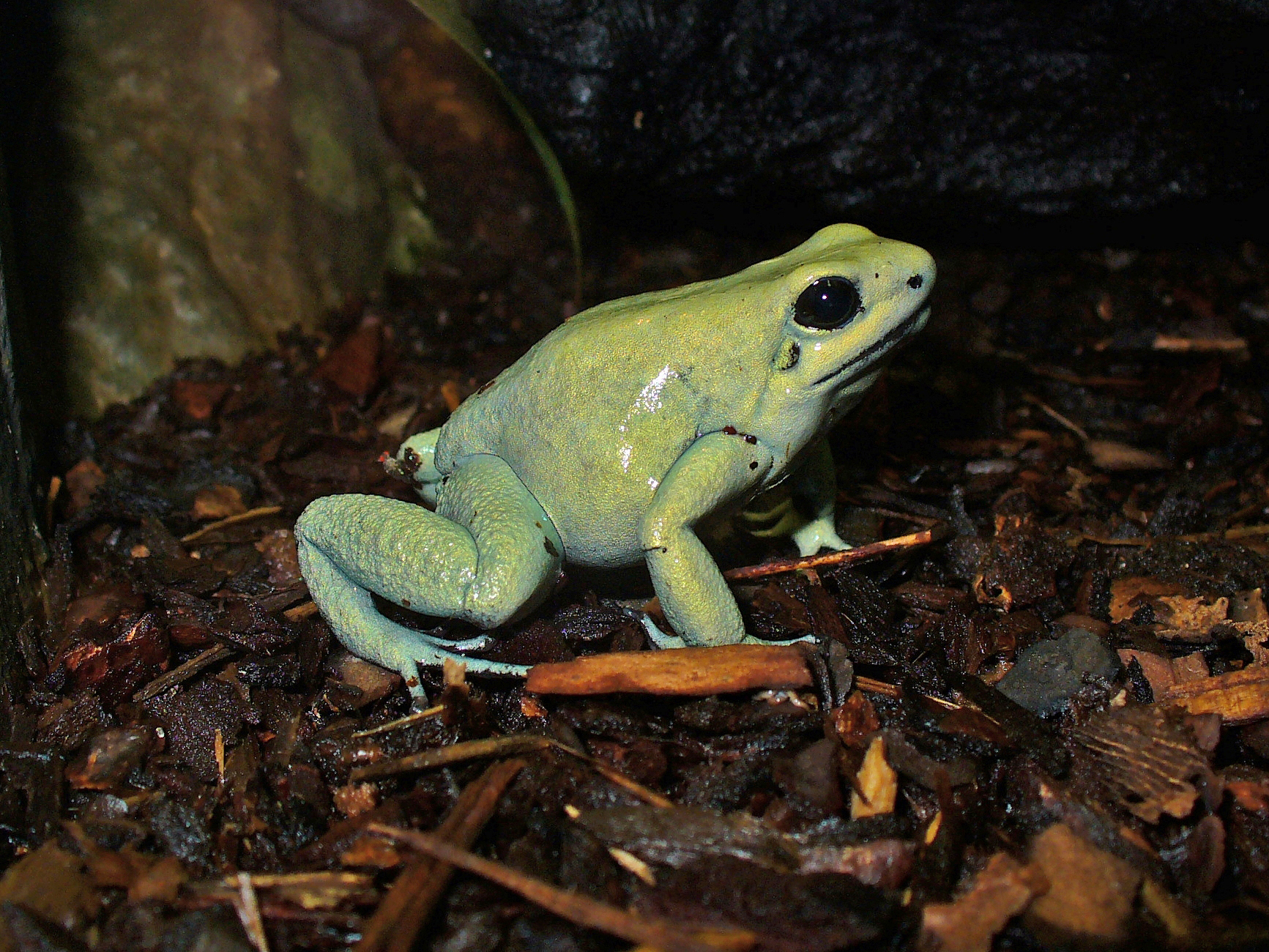
Phyllobates terribilis, de couleur vert pâle métallique.

Phyllobates terribilis est une espèce d'amphibiens de la famille des Dendrobatidae. Alors qu'il travaille au sein du NIH depuis 1958, John William Daly accepte en 1953 d'orienter ses recherches sur les alcaloïdes bioactifs lorsque son chef de laboratoire, Bernhard Witkop, lui propose d'aller travailler à l'ouest de la Colombie sur les toxines des grenouilles venimeuses. Ainsi, les spécimens collectés près du Río San Juan s'avèrent contenir plusieurs batrachotoxines et font l'objet d'un article dans la revue Medical World News. Charles William Myers, alors étudiant diplômé en herpétologie, s'intéresse aux « implications taxonomiques et évolutives des toxines, qui ont également de nouvelles propriétés pharmacologiques ». Il propose à Daly qu'ils collaborent à une étude des grenouilles toxiques du Panama afin de déterminer si leur coloration brillante et leur toxicité sont liées. Finalement, en 1973, avec l'aide de Borys Malkin, ils collectent plusieurs Phyllobates terribilis près du Río Saija, en Colombie. L'étude et la description de ces grenouilles, intitulée « A dangerously toxic new frog (Phyllobates) used by Emberá Indians of Western Colombia, with discussion of blowgun fabrication and dart poisoning » (« Une nouvelle grenouille dangereusement toxique (Phyllobates) utilisée par les Indiens Emberá de l'ouest de la Colombie, avec discussion sur la fabrication de sarbacanes et l'empoisonnement de fléchettes »), paraît pour la première fois en 1978. Quelques années plus tard, John William Daly, qui aurait aimé connaître l'origine des batrachotoxines de Phyllobates terribilis en récupérant de nouveaux spécimens, doit renoncer à son projet car, selon lui, « dorénavant, il est trop difficile d'obtenir un permis de collecte en Colombie ».
L'origine du nom du genre Phyllobates dérive des termes grecs phyllo qui signifie « feuille » et bates qui veut dire « grimpeur », faisant référence au comportement de certains amphibiens de la famille des Dendrobatidae qui montent aux arbres. L'épithète spécifique terribilis, choisie par Daly et Myers, est un adjectif latin signifiant « terrible » ou « effrayant ». Il fait référence à la toxicité extraordinaire des sécrétions de la peau de ces grenouilles et se rapporte également à la crainte évoquée par les flèches de sarbacane empoisonnées utilisées par des peuples indigènes. « Kokoï », qui est le nom vernaculaire de Phyllobates terribilis, est notamment utilisé par les Noanamá et les Emberá. Ces deux groupes ethniques amérindiens donnent également ce nom à Phyllobates aurotaenia.

## Phyllobates terribiliset l'Homme

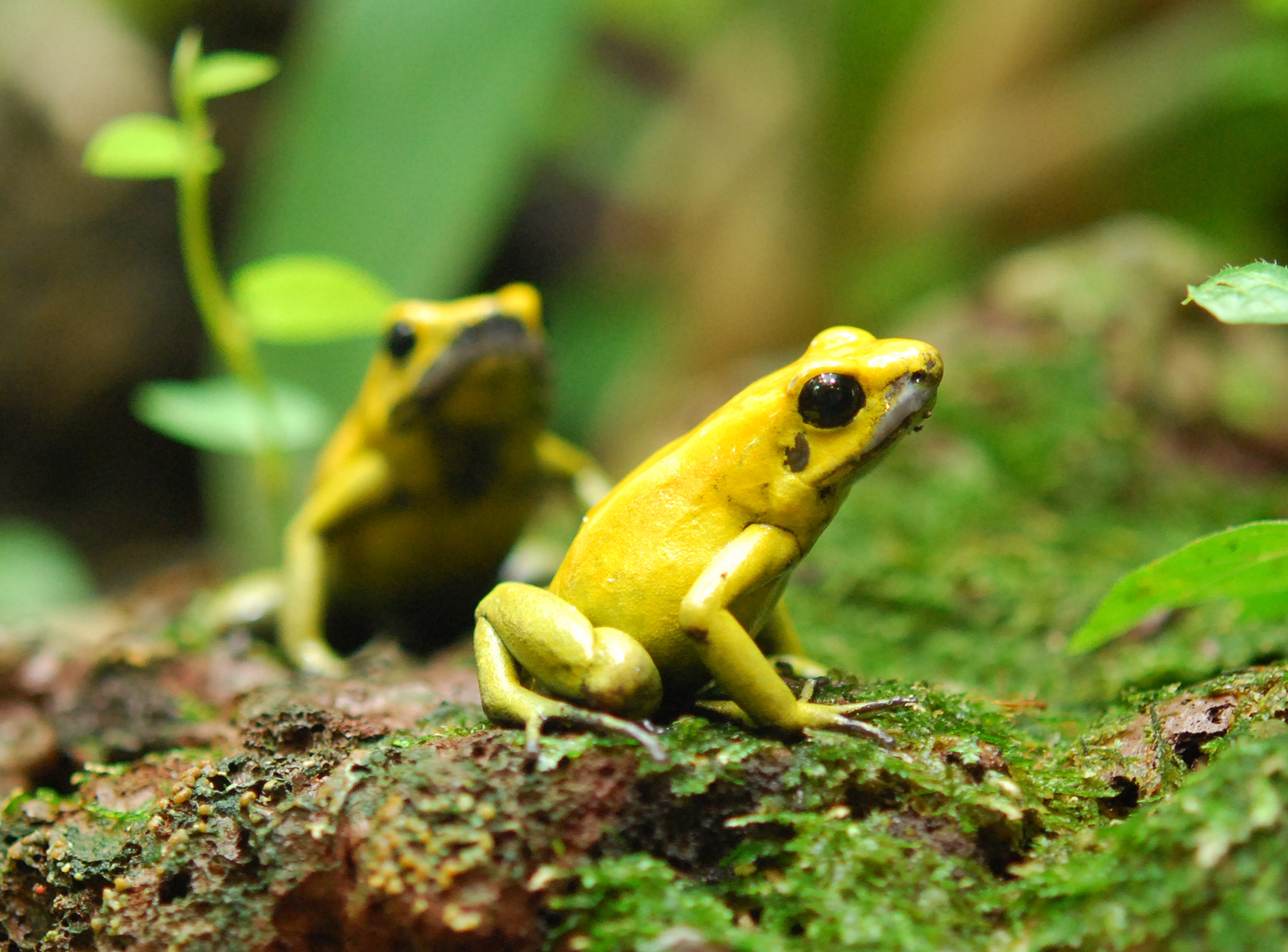
Deux Phyllobates terribilis au zoo de Zurich, en Suisse.

### Menaces et protection
L'Union internationale pour la conservation de la nature (UICN) considère qu'il s'agit d'une « espèce en danger » (EN), sa zone d’occurrence étant estimée à moins de 5 000 km2, les individus de l'espèce étant par ailleurs localisés dans seulement cinq zones. Enfin, une baisse continue de l'étendue et de la qualité de l'environnement de Phyllobates terribilis dans le département de Cauca a été constatée par cette ONG. Le déclin de la population de Phyllobates terribilis peut être expliqué par plusieurs facteurs tels que le déboisement et les activités liées à l'exploitation du bois, le développement de l'agriculture intensive ainsi que l'emploi de divers engrais, pesticides et produits polluants. Cette grenouille doit également faire face au trafic illégal, étant souvent exportée pour des compagnies pharmaceutiques situées dans des pays industrialisés tels que le Canada ou l'Allemagne qui souhaitent étudier les puissants alcaloïdes stéroïdiens qu'elle contient.
Comme les autres Dendrobatidae, Phyllobates terribilis est touchée par l'explosion mondiale de la chytridiomycose cutanée qui a amené certaines espèces au bord de l'extinction, certains spécimens en captivité étant également atteints par cette maladie.
Phyllobates terribilis figure dans l'annexe II de la CITES depuis le 22 octobre 1987. Fin août 2013, le quota d'exportation s'élève à 240 spécimens vivants et élevés en captivité pour la Colombie. Par ailleurs, dans ce pays, le décret no 39 du 9 juillet 1985 de l'INDERENA (« Instituto nacional de recursos naturales » ou « Institut national des ressources naturelles ») interdit le prélèvement de Phyllobates dans la nature, que ce soit pour les élever ou pour tout autre but.

### Élevage en captivité

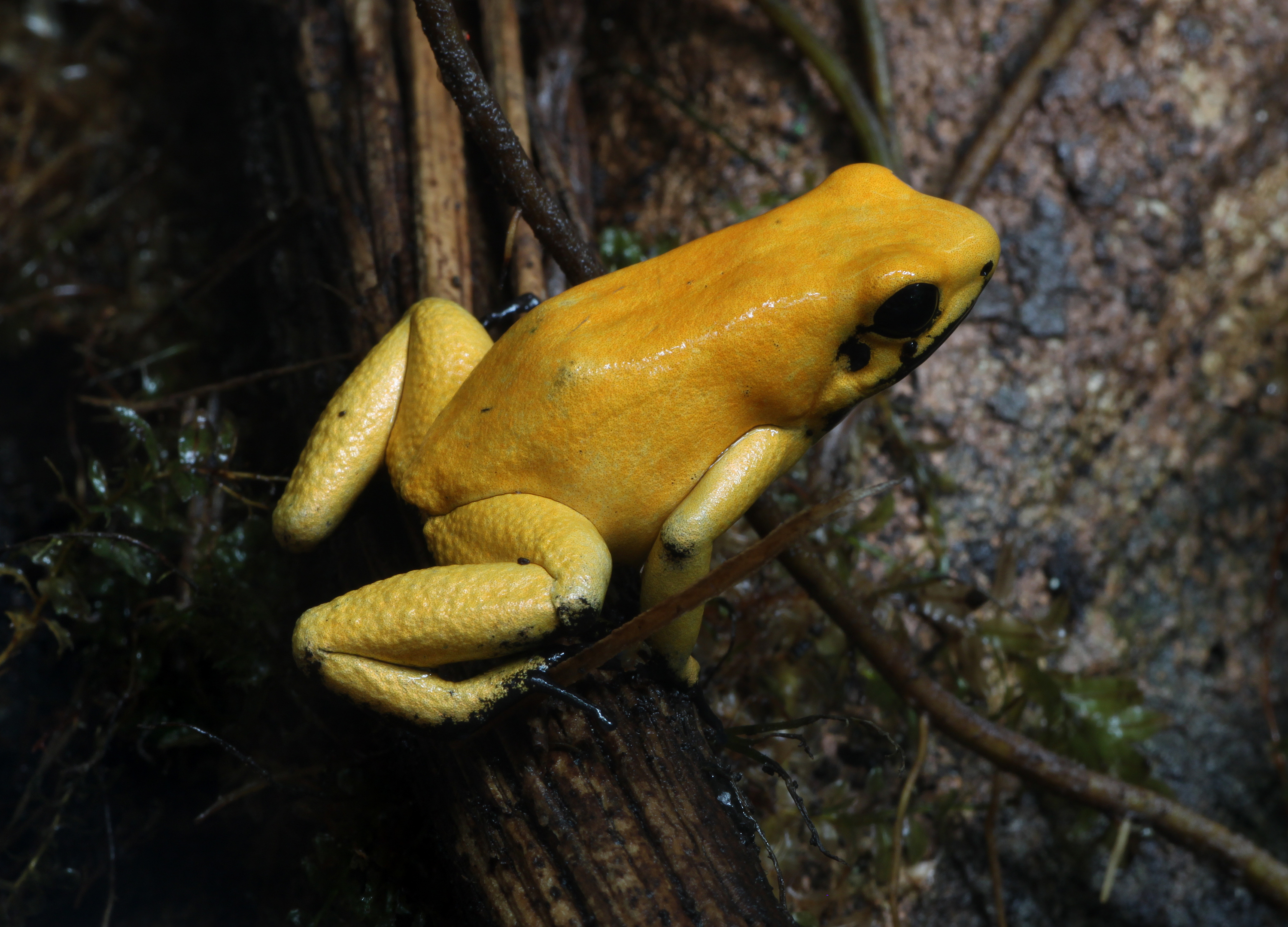
Phyllobates terribilis au zoo de Stuttgart, en Allemagne.

Phyllobates terribilis a besoin d'un environnement chaud et humide, avec beaucoup de nourriture et agrémenté de cachettes. La température doit rester supérieure à 20 °C, mais avec un maximum d'environ 25 °C, et une humidité de 80 % ou plus. Cette grenouille en captivité s'adapte vite à son environnement, associant très rapidement l'ouverture de son terrarium au fait de recevoir sa nourriture composée notamment de grillons saupoudrés de vitamines et de calcium. À ce régime alimentaire, peuvent notamment s'ajouter des mouches domestiques, des cloportes ou encore des larves d'insectes. Lorsqu'ils se nourrissent, certains spécimens mâles ont un comportement agressif, appuyant la surface supérieure de leurs mains contre le menton de leur adversaire. En captivité, cette espèce de batraciens, qui a une espérance de vie allant jusqu'à 10 ans, peut vivre dans des groupes composés de dix à quinze individus alors qu'elle vit en petits groupes de six maximum dans la nature.
L'élevage de Phyllobates terribilis est réglementé. Par exemple, selon la législation française, l'arrêté du 21 novembre 1997 définit le genre Phyllobates en tant qu'espèce considérée comme dangereuse. À ce titre, son élevage sur le territoire français est soumis à l'obtention d'un certificat de capacité et d'une autorisation d'ouverture d'établissement.

### Utilisation

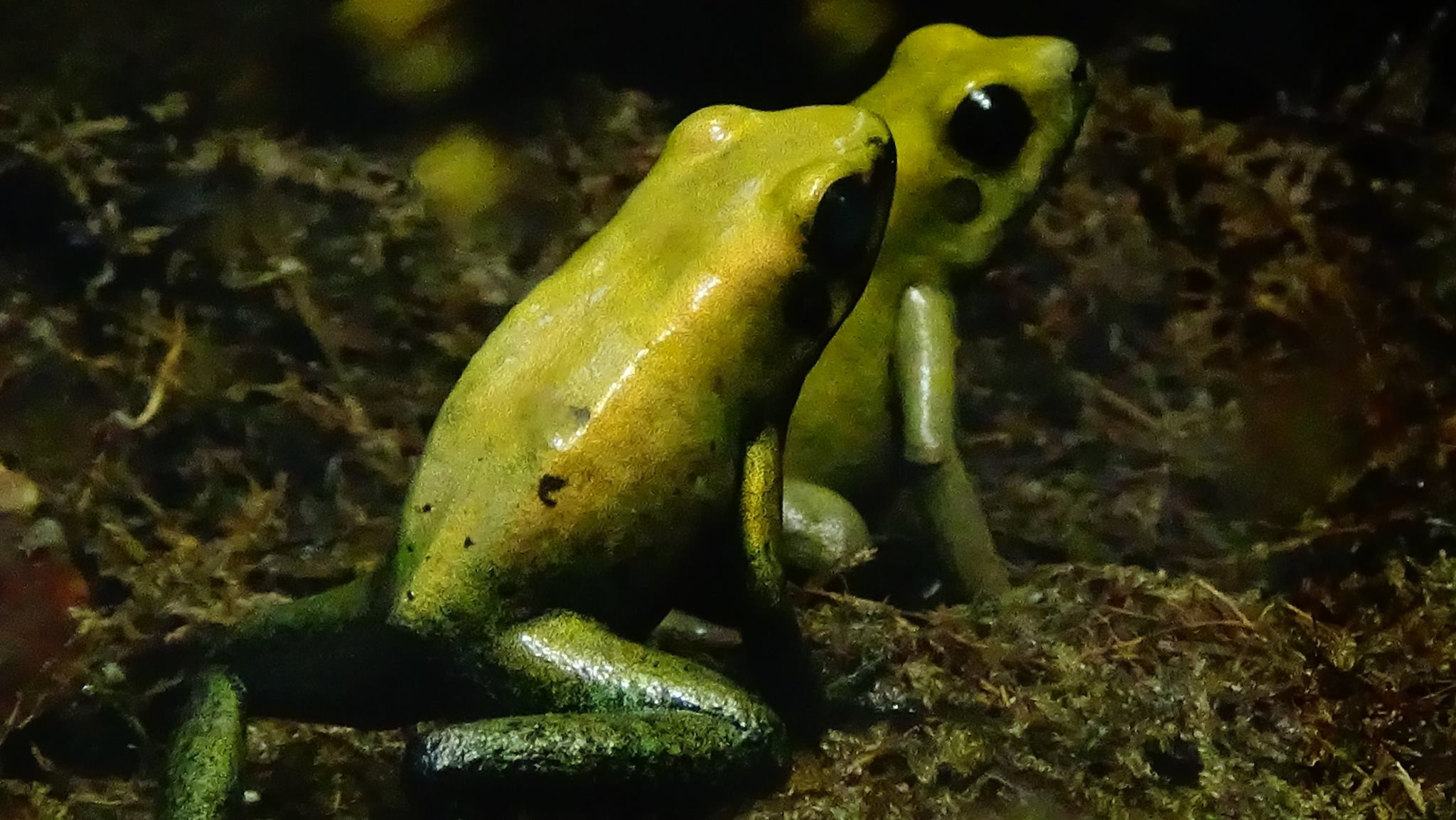
Phyllobates terribilis à la ménagerie du jardin des plantes de Paris.

Phyllobates terribilis est la plus toxique de toutes les grenouilles. Ainsi, avec Phyllobates aurotaenia et Phyllobates bicolor, elle est l'une de trois espèces connues pour être utilisées dans le cadre de la chasse par des peuples amérindiens de Colombie. C'est notamment le cas de deux groupes constitutifs du peuple Chocó : les Noanamá et les Emberá qui, pour empoisonner leurs flèches de sarbacane, les frottent au préalable sur la peau de Phyllobates terribilis lorsqu'elle est vivante. Avec ces fléchettes, ils peuvent ainsi tuer des animaux comme des tapirs. La méthode est différente pour les deux autres espèces de grenouilles qui sont moins toxiques. En effet, après les avoir empalé sur une tige de bambou, les Amérindiens chocoes les exposent vivantes au-dessus d'un feu afin que leur corps exsude une sorte d'huile jaune. Ils imprègnent ensuite la pointe de leurs flèches avec le liquide qu'ils ont recueilli en raclant la peau du batracien. Bien que le poison utilisé sur les flèches soit très puissant, les Amérindiens peuvent manger sans risque d'intoxication les animaux qu'ils ont tués durant la chasse. En effet, bien que toutes les toxines ne soient pas thermolabiles, la cuisson de la viande va globalement les détruire.
Outre son utilisation dans le cadre de la chasse, les composants du poison de Phyllobates terribilis sont étudiés par l'industrie pharmaceutique dans le but de créer des médicaments tels que des relaxants musculaires, des analgésiques aussi puissants que la morphine et des stimulants cardiaques.

## Publication originale
- (en) Charles W. Myers, John W. Daly et Borys Malkin, « A dangerously toxic new frog (Phyllobates) used by Emberá Indians of Western Colombia, with discussion of blowgun fabrication and dart poisoning », Bulletin of the American Museum of Natural History, New York, American Museum of Natural History, vol. 161, no 2,‎ 1978, p. 307-366 (lire en ligne)